# Ștefan Preda
Ștefan Gabriel Preda (Ploiești, 18 giugno 1970) è un ex calciatore rumeno, di ruolo portiere.
Ha militato in diverse squadre rumene dal 1993 al 2007, collezionando anche 3 presenze con la Romania tra il 1994 e il 1995.

## Palmarès

### Club
- Coppa di Romania: 3

Petrolul Ploiești: 1994-1995
Dinamo Bucarest: 1999-2000, 2003-2004
- Campionato rumeno: 2

Dinamo Bucarest: 1999-2000, 2003-2004